# 馮積祿
冯积禄（？—？年），榜名张积禄，後復姓馮，號水東居士，四川成都府資陽縣人，軍籍。明朝政治人物。

## 生平
其先为湖广麻阳人，始祖冯忠因兵乱迁居成都資阳。弘治五年（1492年）壬子科四川乡试舉人，正德九年（1514年）甲戌科二甲第131名進士，授山东沂州知州，以刚直忤权贵，拂衣归。结庐于县水东山武岫冈，号水东居士，足迹不入城市者三十年。御史缪文龙曾從其受學。

## 家族
子冯緒，贡士，後任湖广辰州府学教授。孫冯翀，諸生，生四子：元吉、貞吉、脩吉、杨宗周（更姓为杨氏继子）。馮脩吉（1546年-1624年），字敬夫，别號東潆，万历十三年（1585年）乙酉科舉人，选授云南罗次知县，升臨安府建水州知州，三十七年丁父忧，四十年服阕，起补广东萬州知州，未入境，拂衣归。天啓初進階中憲大夫。娶陈氏、高氏、陈氏、朱氏，生四子：馮玮，諸生；馮珖，庚午举人；馮坪，辛酉举人；馮玕，庠生。